# عبد الكريم الخطيب
عبد الكريم الخطيب (2 مارس 1921 – 28 سبتمبر 2008) هو سياسي وطبيب وجراح مغربي كان من رجال المقاومة والتحرير ضد الاستعمار الفرنسي للمغرب. ساهم في تأسيس حزب الحركة الشعبية، قبل أن يأسس حزب العدالة والتنمية ذو التوجهات الإسلامية. وأصبح أول رئيس لمجلس النواب المغربي.

## قبل الاستقلال
ينحدر عبد الكريم الخطيب من أصول جزائرية، وفي عام 1940 أسس منظمة الكشفية الحسنية. درس الطب في مدينة الجزائر العاصمة. وقد تولى منصب نائب رئيس جمعية الطلبة المسلمين لشمال إفريقيا خلال السنة الدراسية 1944-1945. وأشرف على جمعية دار السلطان في فرنسا، وفيها وشحه محمد الخامس بوسام من درجة فارس، وكان الطالب الوحيد الذي حظي آنذاك بهذا الشرف تقديرا لجهوده وأنشطته لصالح بلاده. وفي عام 1951 أصبح الخطيب أول طبيب جراح في المغرب.
في عام 1954 انخرط في التنظيم السرّي لجيش التحرير المغربي الذي كان يكافح ضد الاستعمار الفرنسي منذ 21 أغسطس 1953، وتولى العناية بالشؤون الطبية باعتباره كان طبيبا جرّاحاً، كما تولى مهمة جمع الأموال واستقدام السلاح، وفي عام 1955 التقى لأول مرة بـ علال الفاسي في القاهرة، الذي أصبح ممثلا رسميا له في المغرب.

## في خدمة الملكية
في عام 1957 خرج عن حزب الاستقلال متهما إياه بأنه يمثل «بورجوازية المدن»، ليؤسس مع المحجوبي أحرضان حزبا ريفيا سمي حزب الحركة الشعبية. وقد وُضع على رأسه بعض قادة جيش التحرير، وما لبث أن اتخذ صبغة «بربرية»، وقد وقف بحزم يُدافع عن الملكية. عقد حزبه مؤتمره التأسيسي في 9 نوفمبر 1959 ، ورغم مساندته للملكية ورئاسته للبرلمان، فإن الخطيب رفض في عام 1965 قرار فرض حالة الاستثناء وحل البرلمان.
وفي فبراير 1967، أسس حزب الحركة الشعبية الدستورية الديمقراطية، بعد انسحابه من حزب الحركة الشعبية. وفي عام 1996 احتضن الإسلاميين من عناصر حركة الإصلاح والتجديد ورابطة المستقبل الإسلامي بعدما أخفقت محاولاتهم للحصول على الترخيص بإنشاء حزب، ففتح لهم أبواب حزبه الحركة الشعبية الدستورية الديمقراطية، والتي تحولت عام 1999 إلى حزب العدالة والتنمية. وقد تولى الأمانة العامة لهذا الحزب إلى عام 2004، ثم أسندت إليه رئاسته ورئاسة لجنة التحكيم فيه إلى وفاته عام 2008.
وبفضل ذلك تم الربط بين الملكية وقسم من الحركة الإسلامية، ممثلة في هذا الحزب الذي فاز بتسعة مقاعد في الانتخابات التشريعية لعام 1997، ثم أصبح يحتل المرتبة الرابعة إثر انتخابات عام 2002، ثم المرتبة الثانية في انتخابات عام 2007 والمرتبة الأولى في انتخابات عام 2011 بعدد مقاعد يقدر ب 107 مقعدا.

## الوظائف والمهام
تسلم خلال عهدي محمد الخامس والحسن الثاني عدة مناصب كمستشار ووزير مبعوث على وجه الخصوص لدى أطراف خارجية ربطته بها علاقات وثيقة  ومن الوزارات التي تقلدها:
- وزير التشغيل والشؤون الاجتماعية في الحكومتين الخامسة والسادسة بعد الاستقلال، وقد تقلد هذا المنصب بين 26 ماي 1960 و2 جوان 1961 وبقي في هذا المنصب حتى بعد تولي الملك الحسن الثاني زمام الأمور.[7]
- وزير الشؤون الإفريقية، في الحكومة السابعة التي تشكلت يوم 2 جوان 1961 واستمرت إلى 5 جانفي 1963 وقد أضيفت إليه في الأثناء وزارة الصحة، واستمر على رأس هذه الوزارة في الحكومة الثانية التي تشكلت من 5 جانفي إلى 13 نوفمبر 1963.
- وفي عام 1963 كان أول من ترأس أول برلمان مغربي، واستمر في منصبه إلى عام 1965.

## مناصرة قضايا التحرر
نشط عبد الكريم الخطيب من أجل مساندة قضايا التحرر خاصة على امتداد العام العربي والإسلامي، مقدما تأييده لحركات التحرر في المغرب العربي وأساسا منه الجزائر، حيث أسس لجنة عليا مغربية جزائرية للتنسيق بين المقاومتين المغربية والجزائرية. كما ساند حركات التحرر في إفريقيا خاصة حزب المؤتمر الوطني الأفريقي بجنوب إفريقيا بقيادة زعيمه نيلسون مانديلا، وقد حافظ على علاقات ميتنة معه، وقدم له عام 1997 كتابه المعنون: «مسار حياة». كما ساند القضية الفلسطينية، ووفي هذا الإطار تأسست الجمعية المغربية لمساندة الكفاح الفلسطيني في منزله، كما ساهم في تشكيل منظمة مساندة للجهاد الأفغاني بعد الغزو السوفياتي، وخلال الحرب في البوسنة والهرسك أسس عام 1992، الجمعية المغربية لمساندة البوسنة والهرسك، وترأسها.

## مؤلفاته
أصدر عبد الكريم الخطيب مذكراته تحت عنوان: «مسار حياة»، عام 1997.

## وفاته
توفي بالرباط يوم 28 سبتمبر 2008

## مؤسسة الدكتور عبد الكريم الخطيب للفكر والدراسات
13 سبتمبر 2019: ميلاد مؤسسة الدكتور عبد الكريم الخطيب للفكر والدراسات.